# Јонади
Јонади (итал. Jonadi) је насеље у Италији у округу Вибо Валенција, региону Калабрија.
Према процени из 2011. у насељу је живело 1753 становника. Насеље се налази на надморској висини од 481 м.

## Становништво
| 1951. | 1961. | 1971. | 1981. | 1991. | 2001. | 2011. |
| ----- | ----- | ----- | ----- | ----- | ----- | ----- |
| 1.745 | 1.627 | 1.432 | 1.498 | 1.861 | 2.662 | 3.822 |